# Abysmal
Abysmal è il settimo album in studio del gruppo musicale statunitense The Black Dahlia Murder, pubblicato il 18 settembre 2015 da Metal Blade Records.

## Tracce
Edizione Standard
1. Receipt – 4:02
2. Vlad, Son of the Dragon – 2:56
3. Abysmal – 3:41
4. Re-Faced – 3:50
5. Threat Level No. 3 – 3:46
6. The Fog – 3:50
7. Stygiophobic – 3:14
8. Asylum – 3:38
9. The Advent – 3:41
10. That Cannot Die Which Eternally Is Dead – 4:29

Tracce Bonus Edizione Deluxe
1. We Dead Are Best Left Underground – 3:00
2. Hellion – 1:05
3. Der Ton – 1:20

## Formazione
- Trevor Strnad – voce
- Brian Eschbach – chitarra, cori
- Ryan Knight – chitarra
- Max Lavelle – basso
- Alan Cassidy – batteria